# Visio (organisatie)

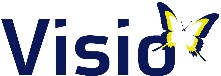
Het logo van Visio

Visio, of Koninklijke Visio, is een Nederlands expertisecentrum voor onderwijs, zorg en dienstverlening voor mensen met een visuele beperking.
Visio biedt informatie en advies, maar ook verschillende vormen van onderzoek, begeleiding, revalidatie, onderwijs en wonen. Deze diensten biedt zij aan mensen die slechtziend of blind zijn, ook als zij daarnaast een verstandelijke, lichamelijke, of andere zintuiglijke beperking hebben.
Visio is de huidige rechtsopvolger van het (Koninklijk) Instituut voor Onderwijs van Blinden in Amsterdam, opgericht in 1808. Zij is in 2009 ontstaan uit een fusie tussen De Brink, Sensis en Visio.

## Vestigingen
Het bestuurs- en bedrijfsbureau van Visio is gevestigd in Huizen. Voorts is Visio gevestigd in Amsterdam, Apeldoorn, Den Bosch, Breda, Leeuwarden, Dordrecht, Eindhoven, Goes, Grave, Den Haag, Haarlem, Haren, Heerhugowaard, Hoogeveen,  Nijmegen, Rotterdam, Sittard-Geleen en Vries.

## CodeWeek School Label
Op 7 oktober ontving Visio het CodeWeek School Label